# League of Ireland Cup 2016
La League of Ireland Cup 2016, nota anche come EA Sports Cup 2016 per ragioni di sponsorizzazione, è stata la 43ª edizione della manifestazione calcistica. È iniziata il 21 marzo e si è conclusa il 17 settembre 2016 con la finale. Il St Patrick's ha vinto il trofeo per la quarta volta nella sua storia, la seconda consecutiva, dopo aver sconfitto in finale il Limerick.

## Formula
Le 24 squadre partecipanti sono state divise in quattro gruppi da sei squadre ciascuno e due squadre per gruppo sono state ammesse direttamente al secondo turno.
Gruppo 1
- Cobh Ramblers
- Cork City[3]
- Limerick
- Rockmount
- Waterford United
- Wexford Youths[3]

Gruppo 2
- Cockhill Celtic
- Derry City[3]
- Finn Harps
- Galway United
- Mayo League Selection
- Sligo Rovers[3]

Gruppo 3
- Bluebell Utd
- Bray Wanderers
- Drogheda Utd
- Dundalk[3]
- St Patrick's[3]
- UCD

Gruppo 4
- Athlone Town[3]
- Bohemians
- Cabinteely
- Longford Town
- Shamrock Rovers[3]
- Shelbourne

## Primo turno
Il sorteggio per il primo turno si è tenuto il 17 febbraio 2016.
| Squadra 1        | Risultato              | Squadra 2             |
| ---------------- | ---------------------- | --------------------- |
| 21 marzo 2016    |                        |                       |
| Galway United    | 3 - 1                  | Mayo League Selection |
| Shelbourne       | 5 - 0                  | Cabinteely            |
| Drogheda Utd     | 0 - 0 (dts) (rig: 4-3) | Bluebell Utd          |
| 22 marzo 2016    |                        |                       |
| Finn Harps       | 1 - 0                  | Cockhill Celtic       |
| Cobh Ramblers    | 2 - 4                  | Limerick              |
| UCD              | 0 - 2                  | Bray Wanderers        |
| Bohemians        | 3 - 1                  | Longford Town         |
| 28 marzo 2016    |                        |                       |
| Waterford United | 4 - 0                  | Rockmount             |

## Secondo turno
Il sorteggio per il secondo turno si è svolto il 23 marzo 2016.
| Squadra 1       | Risultato              | Squadra 2        |
| --------------- | ---------------------- | ---------------- |
| 18 aprile 2016  |                        |                  |
| Cork City       | 7 - 0                  | Waterford United |
| Galway United   | 0 - 0 (dts) (rig: 4-2) | Finn Harps       |
| Dundalk         | 0 - 1 (dts)            | St Patrick's     |
| Shelbourne      | 0 - 0 (dts) (rig: 4-3) | Bohemians        |
| 19 aprile 2016  |                        |                  |
| Limerick        | 4 - 0                  | Wexford Youths   |
| Derry City      | 2 - 0                  | Sligo Rovers     |
| Bray Wanderers  | 4 - 2 (dts)            | Bluebell Utd     |
| Shamrock Rovers | 3 - 0                  | Athlone Town     |

## Quarti di finale
Il sorteggio per i quarti di finale si è svolto a fine aprile 2016.
| Squadra 1      | Risultato              | Squadra 2       |
| -------------- | ---------------------- | --------------- |
| 2 maggio 2016  |                        |                 |
| Bray Wanderers | 2 - 3 (dts)            | St Patrick's    |
| Shelbourne     | 1 - 1 (dts) (rig: 2-3) | Shamrock Rovers |
| Cork City      | 1 - 2 (dts)            | Derry City      |
| 3 maggio 2016  |                        |                 |
| Limerick       | 2 - 0                  | Galway United   |

## Semifinali
| Squadra 1       | Risultato | Squadra 2    |
| --------------- | --------- | ------------ |
| 1 agosto 2016   |           |              |
| Derry City      | 0 - 1     | Limerick     |
| Shamrock Rovers | 1 - 3     | St Patrick's |

## Finale
| Arbitro: | Robert Rogers |

|           |           |                                                |
| Lynch 17’ | Marcatori | 65’ Fagan 84’ Byrne 87’ McGrath 90+1’ G. Kelly |